# Fabio Di Tomaso
Fabio Di Tomaso est un acteur de télévision et de théâtre argentin, né le 9 avril 1977 au Québec, Canada. Ses parents sont d'origine argentine. Il vit en Argentine depuis son enfance.

## Biographie
Durant son enfance, il vit à Boulogne Sur Mer en Argentine avec sa mère. Il enchaîne les petits boulots avant de devenir acteur. De 2004 à 2012, il est marié avec l'actrice et mannequin d'origine argentine Melina Petriella.

## Filmographie
- 1997 : Bajo Bandera Pelicula de Argentina
- 2001-2002 : Yago, passion morena
- 2003 : Resistiré : Javier
- 2004 : Padre Coraje : Lautaro Costa
- 2004-2005 : Floricienta : Maximo Augusto Calderon De La Hoya
- 2006 : Juanita, la soltera : Renzo
- 2007 : Cartas Para Jenny : Eitan
- 2008 : Vidas Robadas : Octavio Amaya
- 2009-2010 : Consentidos : Felipe De La Fuente